# Olga Tass
Olga Tass, später Olga Tass-Lemhényi (* 28. März 1929 in Pécs; † 10. Juli 2020) war eine ungarische Kunstturnerin, die sechs olympische Medaillen gewann.

## Leben
Olga Tass begann 1941 in Pécs mit dem Turnen, ab 1947 trat sie für Testnevelési Főiskola Sportegyesület an. 1951 wechselte sie zu Honvéd Budapest, 1957 war sie bei Spartacus Budapest und 1959 wechselte sie zu Vasas Budapest.
Olga Tass nahm 1948 in London zum ersten Mal an Olympischen Spielen teil und gewann mit der Mannschaft Silber hinter der Riege aus der Tschechoslowakei. Vier Jahre später in Helsinki gab es für Turnerinnen erstmals auch Einzelmedaillen zu gewinnen. Nachdem die Ungarinnen in der Mannschaftswertung Silber hinter der sowjetischen Riege gewonnen hatten, gewannen Ágnes Keleti und Margit Korondi Gold an Einzelgeräten. Olga Tass platzierte sich in der Mehrkampfwertung auf dem elften Rang und erreichte am Boden und am Schwebebalken den siebten Platz. In der Gruppengymnastik gewannen die Schwedinnen vor der Sowjetunion und der ungarischen Mannschaft. An der Weltmeisterschaft 1954 in Rom, nahmen erstmals seit dem Zweiten Weltkrieg wieder alle führenden Nationen teil. Olga Tass belegte mit der Mannschaft den zweiten Platz hinter der sowjetischen Riege, die Ungarinnen siegten allerdings in der Gruppengymnastik.
Ende Oktober 1956 fand der ungarische Volksaufstand statt. Das ungarische Team bei den Olympischen Spielen 1956 in Melbourne wurde immer dann besonders von Exil-Ungarn gefeiert, wenn es im direkten Duell mit der Mannschaft der Sowjetunion antrat. Die ungarischen Turnerinnen um Ágnes Keleti, Olga Tass und Margit Korondi unterlagen in der Mannschaftswertung mit 1,3 Punkten Rückstand gegen die sowjetische Mannschaft. In der Einzelwertung erturnte sich Olga Tass den vierten Platz, sie belegte den sechsten Platz am Stufenbarren und gewann im Pferdsprung gemeinsam mit der Schwedin Ann-Sofi Colling-Pettersson Bronze. Zum Abschluss der Wettbewerbe gewann die ungarische Mannschaft die Gruppengymnastik vor den Schwedinnen und den Mannschaften aus Polen und aus der Sowjetunion.
Bei der Weltmeisterschaft 1958 trat Olga Tass als Olga Tass-Lemhényi an, nachdem sie zwischenzeitlich den Wasserballer Dezső Lemhényi (1917–2003) geheiratet hatte. Nach dem Rücktritt von Keleti und Korondi gehörten die Ungarinnen allerdings nicht mehr zu den besten Mannschaften. Olga Tass trat 1960 in Rom nochmals bei Olympischen Spielen an. Die Mannschaft belegte den siebten Platz; in der Einzelwertung war die 31-jährige Turnerin auf Platz 40 nur noch die fünftbeste Turnerin ihrer Riege.
Olga Tass-Lemhényi lebte mit ihrem Mann Dezső Lemhényi in verschiedenen Ländern. Lange Zeit arbeiteten beide als Trainer in Frankreich. Olga Tass starb am 10. Juli 2020 im Alter von 91 Jahren.